# Округ Јута (Јута)
Округ Јута (енгл. Utah County) је округ у америчкој савезној држави Јута. По попису из 2010. године број становника је 516.564.

## Демографија
Према попису становништва из 2010. у округу је живело 516.564 становника, што је 148.028 (40,2%) становника више него 2000. године.
| Група             | 2000.           | 2010.           |
| Белци             | 328.797 (89,2%) | 434.708 (84,2%) |
| Афроамериканци    | 1.096 (0,3%)    | 2.799 (0,5%)    |
| Азијати           | 3.917 (1,1%)    | 7.032 (1,4%)    |
| Хиспаноамериканци | 25.791 (7,0%)   | 55.793 (10,8%)  |
| Укупно            | 368.536         | 516.564         |